# Unified-Inbox
Unified-Inbox — компанія з обміну повідомленнями, що працює в сфері інтернету речей (IoT), та базується в Сінгапурі. Компанія відома тим, що розробляє алгоритми штучного інтелекту, що підтримують текстові повідомлення як спосіб взаємодії з пристроями розумних будинків, розумних міст та різних галузей, включаючи виробничу розвідку та індустрію 4.0.